# Крюков, Максим Петрович
Крюков Максим Петрович – московский дворянин, голова и воевода во времена правления Михаила Фёдоровича.
Из дворянского рода Крюковы. Сын головы Крюкова Петра Богдановича (Булгаковича), упомянут в 1571 и 1596 годах.

## Биография
В 1614 году голова у алатарских и шацких служилых татар. В 1615 году воевода в Алатыре и Шацке, полковой воевода под Смоленском. В 1622 году, за московское осадное сидение 1618 года, пожалован из поместья в вотчину деревней Митюшино и частью деревни Случье в Ростовецком стане, Каширского уезда. В 1623-1624 годах осадный воевода в Данкове. В 1625-1626 годах воевода в Пронске, откуда писал Государю о местничестве с Переслав-Залесским воеводой Иваном Ловчиковым и Михайловским воеводою, князем Фёдором Фёдоровичем Волконским, что ему нельзя быть меньше их. В местничестве отказано, и государь пригрозил посадить его в тюрьму. В 1625 году на случай нападения крымского войска, велено идти воеводою на сход с воеводами Алексеем Приимковым и Владимиром Ляпуновым, откуда опять в апреле вернулся в Пронск полковым воеводою. В 1626 году упомянут в Боярской книге Тульским городовым дворянином, на службе в прибыльном полку в Новосиле.  В 1627 году второй воевода в Мценске, в прибыльном полку князя и воеводы Мезецкого Фомы Дмитриевича.  В 1628 году пожалован в московские дворяне. В 1628-1629 годах полковой воевода в Сторожевом полку в Крапивне и Мценске. В 1631 году воевода в Крапивне. В 1632 году вместе с Б.Г. Пушкиным, местничали с И.П. Вердеревским. В 1632-1633 годах воевода в Передовом полку на Дедилове. В 1635 году полковой воевода в Крапивне, местничал с осадным воеводою Истомой Ивашкиным.
Крупный помещик Тульского уезда, на реке Тулица имел свою колёсную немецкую мельницу.

## Семья
Имел сыновей:
- Крюков Денис Максимович по прозванию Енисей – ездил с царицей Марией Ильиничной в Звенигород (1649).
- Крюков Алексей Максимович – стольник патриарха Иоасафа I  (1639).